# Seine Ships
Seine Ships ist der Name einer Klasse von Flusskreuzfahrtschiffen der Schweizer Reederei Viking River Cruises. Die Schiffe  wurden für den Einsatz auf der Seine entwickelt. Sie entstehen auf der Neptun Werft gebaut und werden seit 2020 abgeliefert. 
Bei den Schiffen handelt es sich um eine Weiterentwicklung der Viking Longships mit einem um 10 Meter verkürztem Rumpf, mit dem sie Schiffe die Seine bis Paris passieren können. Als erste Schiffe der Reederei verfügen sie über einen Hybridantrieb mit Batterien. Die Energiespeicherkapazität beträgt bei jedem Schiff 441 kWh. Dies soll die vom Schiff ausgehenden Emissionen senken.
Die Schiffe bieten 168 Passagieren Platz. An Bord befinden sich 22 Standardkabinen, 18 Kabinen mit einem französischen Balkon, 35 Kabinen mit eigenem Balkon und sieben Suiten mit einer eigenen Veranda. Am Heck befinden sich zwei sogenannte „Explorer-Suiten“ mit einem um das Heck gebogenen Balkon. Dies ermöglicht den Passagieren eine 270-Grad-Aussicht. 
Ferner bieten die Schiffe einer Route für Spaziergänger, ein Sonnendeck, ein Restaurant, eine Lounge mit Bar, eine Boutique und eine bordeigene Bibliothek. Auf dem Außendeck sind Solarplatten angebracht, um einen Teil des Stromverbrauchs zu decken.
Die ersten vier Schiffe wurden im Jahr 2020 abgeliefert. 
Anfang 2023 wurde ein weiteres Schiff mit geplanter Ablieferung im Jahr 2025 bestellt. Dem folgte die Bestellung eines weiteren Schiffes im selben Jahr mit geplanter Ablieferung im Jahr 2026. Beide Schiffe wurden, gemeinsam mit acht Schiffen der Viking Longships, am 5. Dezember 2023 symbolisch auf Kiel gelegt.

## Die Schiffe
| Seine Ships    | Seine Ships | Seine Ships | Seine Ships                                | Seine Ships |
| Bauname        | Baunr.      | ENI- Nummer | Kiellegung Stapellauf Ablieferung          |             |
| -------------- | ----------- | ----------- | ------------------------------------------ | ----------- |
| Viking Kari    | S.581       | 07002129    | - 26. März 2020                            |             |
| Viking Radgrid | S.582       | 07002130    | - 26. März 2020                            |             |
| Viking Skaga   | S.583       | 07002139    | - September 2020                           |             |
| Viking Fjorgyn | S.584       | 07002138    | - September 2020                           |             |
| Viking Nerthus | S.587       |             | 5. Dezember 2023 30. August 2024 März 2025 |             |